# Bem No Íntimo
Bem No Íntimo é o álbum de estúdio de estreia do grupo brasileiro de samba Katinguelê, lançado em 1992 pelo selo independente Chopapo e, posteriormente, pela gravadora Warner.

## Faixas
Lado A
1. Bem no Íntimo (Chiquinho dos Santos/Criseverton/Claudinho de Oliveira)
2. Feitiço no Cais (Maurício/Dal)
3. Silêncio da Noite (Salgadinho/Papacaça)
4. Um Novo Amor (Péricles)
5. Anuviou (Claudinho de Oliveira/Criseverton)

Lado B
1. Deusa Ou Menina (Salgadinho)
2. O Amor da Gente (Salgadinho/Júnior)
3. Eleni (Salgadinho/Papacaça)
4. Pelo o Que Não Fiz (Salgadinho)
5. Canto aos Imortais (Salgadinho/Juninho/Breno)

## Integrantes
- Breno – violão de 7 cordas, banjo
- Mário – tantã
- Nino Brown – repique de mão
- Téo – percussão
- Hoody – pandeiro
- Salgadinho – cavaco, vocal